# ادکو فیلمز
ادکو فیلمز (چینی: 安樂影片有限公司) شرکت هنگ‌کنگی تولیدکننده و توزیع‌کننده فیلم است. این شرکت در سال ۱۹۸۶ تأسیس شد و به خاطر فعالیت در زمینه توزیع و تولید انواع فیلم‌ها، از جمله فیلم‌های محلی و بین‌المللی شناخته شده‌است.

## فیلم‌شناسی
| عنوان                   | تاریخ انتشار   | فروش ناخالص باکس آفیس | منبع   |
| ----------------------- | -------------- | --------------------- | ------ |
| مقبره امپراتور اژدها    | ۲ سپتامبر ۲۰۰۸ | ۴۰۳٫۴ میلیون دلار     | [ ۴ ]  |
| جنگجو و گرگ             | ۲ اکتبر ۲۰۰۹   | ۱۱ میلیون رنمینبی     | [ ۵ ]  |
| افسانه واقعی            | ۹ فوریه ۲۰۱۰   | ۴۹ میلیون رنمینبی     | [ ۶ ]  |
| اقیانوس بهشت            | ۱۸ ژوئن ۲۰۱۰   | ۱۴ میلیون رنمینبی     | [ ۷ ]  |
| با یکدیگر               | ۱ دسامبر ۲۰۱۰  | ۰٫۶ میلیون رنمینبی    | [ ۸ ]  |
| گفتمان عاشق             | ۳۱ دسامبر ۲۰۱۰ | ۴ میلیون رنمینبی      | [ ۹ ]  |
| عشق برای زندگی          | ۱۰ مه ۲۰۱۱     | ۵۸ میلیون رنمینبی     | [ ۱۰ ] |
| کورا                    | ۳ نوامبر ۲۰۱۱  | ۴ میلیون رنمینبی      | [ ۱۱ ] |
| شب                      | ۱۵ مارس ۲۰۱۲   | ۴۸ میلیون رنمینبی     | [ ۱۲ ] |
| اولین بار               | ۸ ژوئن ۲۰۱۲    | ۳۶ میلیون رنمینبی     | [ ۱۳ ] |
| جنگ سرد                 | ۸ نوامبر ۲۰۱۲  | ۲۵۳ میلیون رنمینبی    | [ ۱۴ ] |
| در جستجوی آقای رایت     | ۲۱ مارس ۲۰۱۳   | ۵۲۰ میلیون رنمینبی    | [ ۱۵ ] |
| آواز خواندن وقتی جوانیم | ۷ ژوئیه ۲۰۱۳   | ۲ میلیون رنمینبی      | [ ۱۶ ] |
| طوفان آتش               | ۱۲ دسامبر ۲۰۱۳ | ۳۰۸ میلیون رنمینبی    | [ ۱۷ ] |
| در باد                  | ۳۱ دسامبر ۲۰۱۳ | ۸۰ میلیون رنمینبی     | [ ۱۸ ] |
| بازگشت به خانه          | ۱۶ مه ۲۰۱۴     | ۲۹۱ میلیون رنمینبی    | [ ۱۹ ] |
| خانواده موقت            | ۲۱ اوت ۲۰۱۴    | ۱۰۱ میلیون رنمینبی    | [ ۲۰ ] |
| ظهور اسطوره             | ۲۱ نوامبر ۲۰۱۴ | ۱۸۴ میلیون رنمینبی    | [ ۲۱ ] |
| فراموشی قرمز            | ۳۰ آوریل ۲۰۱۵  | ۱۰ میلیون رنمینبی     | [ ۲۲ ] |
| شکار هیولا              | ۱۶ ژوئیه ۲۰۱۵  | ۲,۴۴۰ میلیون رنمینبی  | [ ۲۳ ] |
| برو برو آقای تومور      | ۱۳ اوت ۲۰۱۵    | ۵۱۱ میلیون رنمینبی    | [ ۲۴ ] |
| همه خوبن                | ۱ ژانویه ۲۰۱۶  | ۲۶ میلیون رنمینبی     | [ ۲۵ ] |
| بادیگارد                | ۱ آوریل ۲۰۱۶   | ۳۲۴ میلیون رنمینبی    | [ ۲۶ ] |
| کتاب عشق                | ۲۹ آوریل ۲۰۱۶  | ۷۸۷ میلیون رنمینبی    | [ ۲۷ ] |
| جنگ سرد ۲               | ۸ ژوئیه ۲۰۱۶   | ۶۷۸ میلیون رنمینبی    | [ ۲۸ ] |
| چری باز می‌گردد          | ۳۰ دسامبر ۲۰۱۶ | ۳۳ میلیون رنمینبی     | [ ۲۹ ] |
| رودخانه سرخ             | ۲۲ ژانویه ۲۰۲۳ | ۶۶۲٫۵ میلیون دلار     | [ ۳۰ ] |